# Мала Азия
Анадол пренасочва насам.  За селото в Украйна вижте Анадолка.
Мала Азия, наричана още Анатолия и Анадол, е полуостров и историко-географска област в Западна Азия и съставлява приблизително 3/4 от азиатската територия на Турция, а като историко-географска област включва цяла Азиатска Турция. Наименованията Анатолия и Анадол най-често се използват за вътрешността на полуострова – Анатолийското (Анадолско) плато в Малоазиатската планинска земя. Дължина от запад на изток над 1000 km, ширина от 400 до 600 km. Бреговете му се мият от водите на Средиземно (на юг), Егейско (на запад), Черно (на север) и Мраморно море (на северозапад). Протоците Босфор и Дарданели и Мраморно море го отделят от Балканския полуостров на Европа. Условната граница на полуострова на изток е правата линия свързваща върха на залива Искендерун на югозапад с устието на река Чорох на североизток. В релефа на полуострова преобладават платата и планините, които в съвкупност образуват голяма част от Малоазиатската планинска земя. За природата на полуострова виж статията География на Турция.
Мала Азия е мястото на възникване на няколко праисторически цивилизации, а по-късно е заселвана или завладявана от колхидци, хати, лувийци, хети, фриги, кимерийци, лидийци, перси, келти, гърци, пеласги, арменци, римляни, готи, кюрди, византийци, селджуци и османци.
Съвременните жители на Мала Азия говорят главно турски език, който се разпространява след завладяването на областта от селджуците в края на 11, 12 и 13 век. Въпреки това статистически, до края на Османската империя в началото на 20 век, Мала Азия остава мултиетническа със значителни малцинства от кюрди, гърци, арменци, като е имало и няколко български общности на територията ѝ. В югоизточните ѝ райони днес преобладават кюрдите.